# Certima espuma
Certima espuma är en fjärilsart som beskrevs av Paul Dognin 1896. Certima espuma ingår i släktet Certima och familjen mätare. Inga underarter finns listade i Catalogue of Life.